# GHV2
GHV2 (acronimo di Greatest Hits Volume 2) è la seconda raccolta della cantautrice statunitense Madonna, uscita nel novembre del 2001, che raccoglie brani prodotti dal 1992 al 2000 tratti dagli album Erotica, Evita, Bedtime Stories, Ray of Light e Music.

## Brani
L'album non contiene alcun inedito ma è presente il brano Beautiful Stranger, inserito all'interno di un album della cantante per la prima volta. Solo a scopo promozionale sono stati realizzati il Thunderpuss Megamix, un mix di alcuni brani presenti nel Greatest Hits uniti tra di loro e remixati.

## Video
È stato diffuso anche un video del Megamix in cui si mostrano degli schermi in cui vengono passati alcuni video della carriera di Madonna, tra i quali anche il video interlude di Paradise (Not For Me). Il cd promozionale del Megamix è stato reso disponibile solo per le radio.

## Accoglienza
L'album è stato certificato dalla RIAA disco di platino, per aver venduto oltre un milione di copie negli Stati Uniti. A livello mondiale, invece, l'album ha venduto circa 8 milioni di copie.

## Tracce
1. Deeper and Deeper (7" Edit) – 4:54 (Madonna, Shep Pettibone, Anthony Shimkine)
2. Erotica (Radio Edit) – 4:33 (Madonna, Shep Pettibone, Anthony Shimkine)
3. Human Nature (Radio Version) – 4:31 (Madonna, Dave Hall, Shawn McKenzie, Kevin McKenzie, Michael Deering)
4. Secret (Edit) – 4:30 (Madonna, Dallas Austin, Shep Pettibone)
5. Don't Cry for Me Argentina (Radio Edit) – 4:50 (Andrew Lloyd Webber, Tim Rice)
6. Bedtime Story (Edit) – 4:07 (Björk, Marius De Vries, Nellee Hooper)
7. The Power of Good-Bye – 4:11 (Madonna, Rick Nowels)
8. Beautiful Stranger (William Orbit Radio Edit) – 3:57 (Madonna, William Orbit)
9. Frozen (Edit) – 5:09 (Madonna, Patrick Leonard)
10. Take a Bow (Edit) – 4:31 (Madonna, Babyface)
11. Ray of Light (Radio Edit) – 4:35 (Madonna, William Orbit, Clive Muldoon, Dave Curtis, Christine Leach)
12. Don't Tell Me – 4:40 (Madonna, Mirwais Ahmadzaï, Joe Henry)
13. What It Feels Like for a Girl – 4:44 (Madonna, Guy Sigsworth)
14. Drowned World/Substitute for Love – 5:09 (Madonna, William Orbit, Rod McKuen, Anita Kerr, David Collins)
15. Music – 3:45 (Madonna, Mirwais Ahmadzaï)

### GHV2 Remixed: The Best of 1991–2001

#### CD1
1. What It Feels Like for a Girl (That Kid Chris Caligula 2001 Mix) – 9:51
2. Don't Tell Me (Timo Maas Mix) – 6:56
3. Drowned World/Substitute for Love (BT & Sasha Bucklodge Ashram Mix) – 9:27
4. Human Nature (Bottom Heavy Dub) – 7:56
5. Frozen (Calderone Extended Club Mix) – 11:17
6. Erotica (Masters at Work Dub) – 4:50

Durata totale: 50:17

#### CD2
1. Deeper and Deeper (David's Klub Mix) – 7:39
2. Ray of Light (Calderone Club Mix) – 9:30
3. Beautiful Stranger (Calderone Club Mix) – 10:12
4. Bedtime Story (Luscious Dub Mix) – 7:40
5. Secret (Junior's Sound Factory Dub) – 7:58
6. Music (HQ2 Club Mix) – 8:50

Durata totale: 51:49